# Bílovice-Lutotín
Bílovice-Lutotín là một làng thuộc huyện Prostějov, vùng Olomoucký, Cộng hòa Séc.